# Cercle de Gourma-Rharous
Le cercle de Gourma-Rharos est une collectivité territoriale malienne dans la région de Tombouctou.

## Géographie
Depuis 1999, le cercle de Gourma-Rharous est composée de 37 villages et 147 implantations et a été divisée en neuf communes rurales. Sa population est d'environ 100 000 et constituée principalement de nomades touaregs et maures et les agriculteurs songhay. Le chef-lieu est Rharous, qui a une population d'environ 30 000 habitants. Le cercle est adapté pour les chèvres, de moutons et de chameaux. D'autres bétail sont également élevés.
Gossi, situé dans le centre de la région, est un trou d'eau utilisée par les nomades touaregs.

## Histoire
À la fin des années 1970, les réfugiés de la sécheresse se sont installés à Gossi afin de pouvoir pratiquer l'agriculture autour du lac.
C'est dans ce petit cercle qu'a eu lieu l'accident aérien du rallye Dakar 1986 au cours duquel le chanteur Daniel Balavoine ainsi que l'organisateur du Rallye Paris-Dakar, Thierry Sabine, ont trouvé la mort.

## Subdivisions
Avant 2023, le cercle est composé de 9 communes.
- Bambara Maoudé
- Banikane
- Gossi
- Hamzakoma
- Haribomo
- Inadiatafane
- Ouinerden
- Rharous
- Serere

Depuis 2023, le cercle est divisé en 2 arrondissements et 4 communes, le cercle est  codé en 0605.
| Code   | Arrondissement                    |
| ------ | --------------------------------- |
| 060501 | Arrondissement central de Rharous |
| 060502 | Arrondissement de Mandiakoye      |

| Code     | Commune   |
| -------- | --------- |
| 06050101 | Banikane  |
| 06050102 | Rharous   |
| 06050201 | Hanzakoma |
| 06050202 | Séréré    |

## Histoire récente
Au moins depuis 2012, la région est directement concernée par la Guerre du Mali.